# Krazy Kart Racing
Krazy Kart Racing es un videojuego de carreras de karts que fue lanzado para los sistemas operativos iOS y Android en el año 2009 y 2010 a nivel internacional. La aplicación fue desarrollada por Polarbit y publicada por Konami siendo diseñada especialmente para dispositivos móviles. Este es el quinto juego de la saga Konami Wai Wai y es la continuación directa de Konami Krazy Racers para Game Boy Advance, nuevamente incluye a numerosos personajes de distintos juegos de Konami, muchos de ellos vuelven del anterior y otros hacen su debut en la saga.

## Información general
Krazy Kart Racing es la continuación del juego Konami Krazy Racers, incluye nuevas pistas, nuevos personajes y gráficos en 3D poligonales. Los personajes y los escenarios están basados en distintos juegos de la compañía Konami, a modo de crossover. Entre las principales características se incluyen:
- 16 variadas pistas de carreras para competir.
- Un total de 12 reconocidos personajes de Konami para seleccionar.
- 5 modos de juego para un jugador y también modo multijugador con hasta 6 amigos.
- Control con mando virtual en pantalla o mediante la inclinación de pantalla.

### Personajes Iniciales
| Corredor:             | Descripción: | Atributos:                                         |
| --------------------- | --- | -------------------------------------------------- |
| Goemon                | Representante de la saga Ganbare Goemon. Ganador del premio del juego limpio durante cinco años consecutivos. Goemon tiene un sentido de la justicia solo comparable a su temperamento y a su instinto ganador.                            | Velocd. Máx: 4, Aceleración: 2, Agarre: 3, Peso: 3 |
| Dracula (Castlevania) | Representante de la saga Castlevania. Drácula. ¿Antiguo maestro del mal o viejo gruñón con dentadura postiza? Sólo una cosa está clara: no importa las veces que le aplastes ¡siempre vuelve a por más!                                    | Velocd. Máx: 5, Aceleración: 2, Agarre: 3, Peso: 5 |
| Power Pro-kun         | Representante de la saga Jikkyou Powerful Pro Yakyuu. ¡Con unos nervios tan afilados como el acero de una katana y el poderío de un verdadero atleta, Power Pro-kun está tan acostumbrado a la victoria que no tiene intención de cambiar! | Velocd. Máx: 4, Aceleración: 5, Agarre: 4, Peso: 1 |
| Sparkster             | Representante de la saga Rocket Knight Adventures. Esta zarigüeya-cohete ha dejado su trabajo habitual de salvar al mundo para demostrar que vale mucho más que su espada y propulsor.                                                     | Velocd. Máx: 5, Aceleración: 3, Agarre: 5, Peso: 3 |
| Evil Rose             | Representante de la saga Rumble Roses. Aunque pueda parecer una delicada flor, Evil Rose es famosa por su feroz y ágil estilo de lucha, y pretende usar las mismas tácticas en la pista que en el ring.                                    | Velocd. Máx: 5, Aceleración: 5, Agarre: 2, Peso: 1 |
| Frogger               | Representante de la saga Frogger. Todos estos años atravesando carreteras llenas de tráfico han dado a Frogger la habilidad casi sobrenatural de adelantar y esquivar a cualquiera.                                                        | Velocd. Máx: 4, Aceleración: 3, Agarre: 5, Peso: 1 |
| Robbie Rabbit         | Representante de la saga Silent Hill. Al igual que sus demás hermanos conejos, Robbie es un corredor ágil y veloz. Puede parecer blando y tierno, pero hay algo en su sonrisa que pone a los demás algo nerviosos.                         | Velocd. Máx: 3, Aceleración: 3, Agarre: 3, Peso: 5 |
| Dewy                  | Representante de la saga Dewy's Adventure. A pesar de ser el piloto más joven en pista y aún un poco inocente, el buen talante de Dewy y sus modales elegantes esconden tras de sí a un loco de la velocidad y un fiero competidor.        | Velocd. Máx: 4, Aceleración: 5, Agarre: 2, Peso: 2 |

### Otros Personajes
| Corredor:    | Descripción: |                                                    |
| ------------ | --- | -------------------------------------------------- |
| Pyramid Head | Representante de la saga Silent Hill. No se sabe mucho acerca del repulsivo personaje conocido como Pyramid Head, pero lo único que sabemos seguro es que es el único corredor lo bastante sensato para llevar casco en la pista.  | Velocd. Máx: 4, Aceleración: 4, Agarre: 2, Peso: 5 |
| Pentarou     | Representante de la saga Antarctic Adventure. ¡El actual campeón de karts del Antártico y el pingüino más rápido del mundo! El chasis aerodinámico de Pentarou hace que sea extremadamente veloz a pesar de su peso.               | Velocd. Máx: 5, Aceleración: 3, Agarre: 3, Peso: 5 |
| Ming Ming    | Representante de la saga International Track & Field. Como a la mayoría de los pandas, A Ming-Ming no le gustan las prisas. Sin embargo, aunque pueda parecer un poco lenta, ¡una vez que está en marcha nadie puede detenerla!    | Velocd. Máx: 3, Aceleración: 4, Agarre: 5, Peso: 5 |
| Tako         | Representante de la saga Parodius. ¡Las carreras de karts pueden parecer una elección poco habitual para un pulpo, pero Tako está dispuesto a demostrar que ocho tentáculos y una cabeza es todo lo que se necesita para triunfar! | Velocd. Máx: 5, Aceleración: 2, Agarre: 4, Peso: 1 |

## Objetos
Los objetos son habilidades especiales que se obtienen al tocar las campanas durante la carrera. Las campanas azules otorgan siempre el Potenciador de Velocidad, mientras que las rojas pueden dar numerosos objetos al azar. Cada objeto desaparece luego de usarse.
- Potenciador de velocidad: Este objeto sólo se encuentra en campanas azules y te dará un buen empujón durante unos segundos.
- Misil rojo: ¡El misil rojo es un misil mortal teledirigido!
- Misil azul: Este objeto dispara tres misiles desde diferentes ángulos de la parte delantera del kart.
- Misil verde: Este misil pinta la cara de los enemigos, con el corazón.
- Barrera:La barrera te protege de todas las armas. Excepto del objeto Cerdos.
- Bomba conb temporizador: Esta bomba se arroja desde la parte trasera del kart y explota a los pocos segundos.
- Agujero negro: El agujero negro tragará al desprevenido conductor y lo volverá a escupir.
- Cerdos: Este misterioso objeto convierte a todos los rivales en cerdos durante unos segundos.
- Venda: La venda para los ojos te hará invisible e inmune a ciertas armas.
- Batería eléctrica: La batería eléctrica manda un rayo instantáneo a todos los oponentes.
- Hielo: Una pared de hielo se levanta del suelo para detener a tus rivales y sabotear su conducción.
- Supertamaño: El supertamaño hace que crezcas hasta proporciones descomunales. Lo que te permitirá sobrepasar al rival con facilidad.
- Murciélagos: Este objeto envía una bandada de espeluznantes murciélagos para incordiar al líder de la carrera.